# 1996 NL1
1996 NL1 är en asteroid i huvudbältet som upptäcktes den 14 juli 1996 av NEAT vid Haleakalā-observatoriet.
Asteroiden har en diameter på ungefär 4 kilometer.